# Leonard Waters

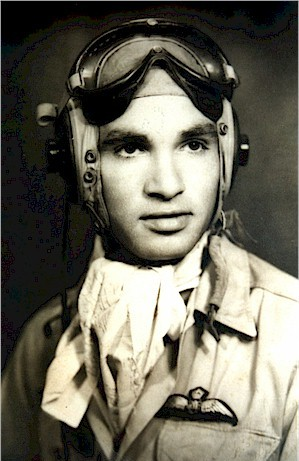
Len Waters, ca. 1944

Leonard "Len" Victor Waters (* 20. Juni 1924 in Eurabamission bei Boomi in New South Wales; † 24. August 1993 in Cunnamulla) war der einzige Pilot, der als Aborigine Kampfflugzeuge im Zweiten Weltkrieg flog.

## Leben
Über das frühe Leben von Waters ist wenig bekannt. Er wuchs mit zehn Geschwistern auf und verließ im Alter von 13 Jahren die Schule, um als Schafscherer zu arbeiten. 1946 heiratete er Gladys Saunders, mit der er fünf Kinder hatte.
Ab August 1942 bewarb er sich bei der Royal Australian Air Force (RAAF) und wurde dort als Mechaniker ausgebildet. Im Jahre 1943 absolvierte er einen Pilotenkurs als Fünftbester und war anschließend der einzige Aborigine, der als Kampfpilot im Zweiten Weltkrieg diente. Ab November 1944 flog er mit seinem Kittyhawk-Jagdflugzeug, das den Schriftzug Black Magic trug, 95 Einsätze gegen die japanische Streitmacht auf Borneo und Neuguinea. Am 1. Januar 1945 wurde er zum Flight Sergeant befördert und am 18. Januar 1946 mit dem Dienstgrad eines Warrant Officer der RAAF ausgemustert.
Trotz seiner fliegerischen Fähigkeiten fand er in seinem späteren Leben keine Verwendung mehr als Pilot, sondern musste sich zunächst als Straßenarbeiter und später Schafscherer verdingen. Es war die einzige Chance für ihn Geld zu verdienen, da Aborigines in jener Zeit in Australien deutlich diskriminiert und gesellschaftlich erheblich ausgegrenzt waren. Er starb im Alter von 69 Jahren in Cunnamulla und wurde auf dem St.-George-Friedhof beerdigt.

## Ehrungen
Er wurde mit der Pacific Star War Medal 1939 – 1945 für seine Kampfeinsätze geehrt.
Auf dem Leonard Victor Waters Memorial Park in Boggabilla bei Moree gibt es zu seiner Ehre ein steinernes Monument mit einer Plakette.  Nach ihm ist die Len Waters Street in Ngunnawal in Canberra benannt. Zwei Jahre nach seinem Tod wurde im Jahre 1995 sein Porträt auf einer australischen Briefmarke wiedergegeben.